# Sminthopsini
Sminthopnini  es una tribu de marsupiales de la familia dasyuridae que incluye a algunos ratones marsupiales.

## Clasificación
Sminthopnini consta de tres géneros:
- Antechinomys
- Ningaui
- Sminthopsis

- Datos: Q3486987
- Especies: Sminthopsini